# MCL 80
Le MCL 80 (pour Métro Crémaillère Lyon année 1980) est un modèle de métro à crémaillère, construit par Alsthom et la SLM Winterthur. Les MCL 80 sont mis en service en 1984 sur la ligne C du métro de Lyon, ligne issue de l'ancien funiculaire de Croix-Paquet.

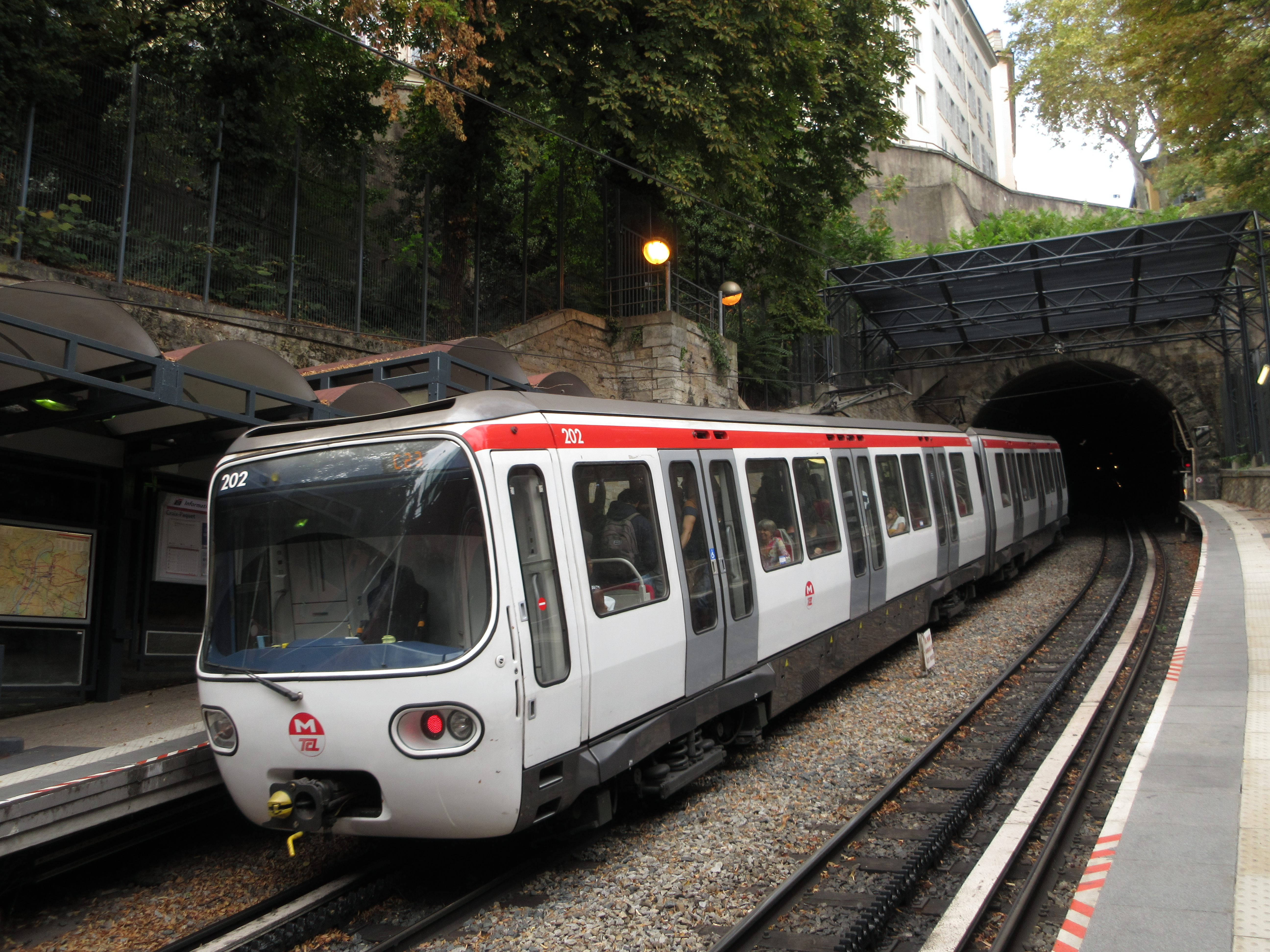
Une rame à Croix-Paquet sur crémaillères

## Histoire
Les rames MCL 80 sont commandées à l'occasion de l'extension de la ligne C le 8 décembre 1984 vers Hénon et Cuire. Elles viennent remplacer les 3 rames MC (numérotées MC1, MC2 et MC3) âgées de 10 ans seulement. L'extension nécessitant des rames supplémentaires et l'homogénéité du parc étant décidée, les MCL 80 remplacent les MC1, 2 et 3. Au total, cinq exemplaires sont livrés. La conception des MCL 80 est choisie très proche des MPL 75 afin de faciliter la maintenance du matériel roulant lyonnais.

## Caractéristiques techniques
Les MCL 80 sont construites dans le cadre d'une collaboration entre Alsthom et la société suisse SLM Winterthur, cette dernière apportant son expertise pour la construction des bogies à crémaillère. Les 5 rames existantes sont immatriculées 201/202 à 209/210.
La crémaillère est de type Strub.

### Motorisation
Un moteur de traction de 217 kW à courant continu entraîne le bogie moteur. La transmission du mouvement aux roues est assurée par des couples coniques et des réducteurs droits.
La ligne aérienne de contact (ou LAC) fourni le courant 750 V continu permettant à la rame de fonctionner. Le courant est capté par deux pantographes unijambistes (modèle Faiveley), ceux-ci peuvent atteindre une ligne aérienne installée entre 3,9 et 6,2 mètres de hauteur par rapport à la voie.
Les moteurs sont alimentés par un circuit de puissance de type hacheurs à thyristors refroidi par immersion dans du fréon.

### Freinage
Les rames sont soumises à des fortes déclivités, il existe ainsi plusieurs dispositifs de freinage :
- Freinage électrique : il fonctionne par récupération amorçable depuis le 750 V de la caténaire.
- Freinage rhéostatique : ce freinage complète ou prend la place du freinage électrique. Il fonctionne avec dissipation de l’énergie dans des résistances.
- Freinage mécanique : Deux types de freins mécaniques fonctionnent sur les portions à crémaillère : un frein dit « frein crémaillère » réglable au serrage et au desserrage. Le deuxième, dit « frein robinet » pour le freinage de secours, non réglable et provoquant l'arrêt complet de la rame.

Enfin, chaque roue est munie d’un bloc de freinage équipé de 2 patins assurant 3 types de freinage : service, urgence et parking. 
Le desserrage des patins est commandé par électrovalve, ainsi, en l'absence de commande, les patins sont donc en position « serrée », il faut donc commander le desserrage pour pouvoir mettre la rame en mouvement. 
Lors du mouvement de la rame, les patins sont desserrés. En freinage d'urgence, les patins sont resserrés sur ordre d'une électrovalve spécifique : soit sur ordre du conducteur, soit par coupure de la boucle électrique d'urgence parcourant toute la rame, soit par non-acquittement de la veille automatique ou encore par dépassement de la vitesse maximale autorisée.
Enfin, le freinage de parking est assuré par la vidange du circuit pneumatique, ce qui provoque sous l’effet des ressorts le serrage de tous les blocs freins.

### Alimentations externes
Un convertisseur statique situé sous le plancher d'une des rames alimente les auxiliaires (éclairage, ventilation, etc) en 110 V continu. Il alimente également un bloc batterie.
Un compresseur à pistons et un réservoir d’air fournissent et stockent l'air comprimé nécessaire au freinage et à la manœuvre des portes.

### Ventilation
Des moto-ventilateurs alimentés en 110 volts continu assurent la circulation de l'air dans les rames. Il n’y a ni chauffage ni climatisation.

## Liste des MCL 80
Chaque rame MCL 80 (Métro Crémaillère Lyon année 1980) est composée de deux motrices (M+M) comportant chacune une cabine de conduite.

Le système d'attelage est de type Scharfenberg, mais il n’est pas prévu de faire circuler les rames en unités multiples, cet attelage n'est utilisé qu'en cas de secours.
Les rames ont une capacité de 252 places avec une surcharge admissible de 400. À noter que la position « debout » est difficile, de par la déclivité importante, entre Hôtel de Ville - Louis Pradel et Croix-Rousse.
| Ordre de fabrication | Composition | Mise en service | Radiation | Ligne                   | Particularité                  |
| -------------------- | ----------- | --------------- | --------- | ----------------------- | ------------------------------ |
| 1                    | 201-202     | Novembre 1984   | /         | Métro de Lyon · Ligne C | Revenue de seconde rénovation. |
| 2                    | 203-204     | Novembre 1984   | /         | Métro de Lyon · Ligne C | Revenue de seconde rénovation. |
| 3                    | 205-206     | Novembre 1984   | /         | Métro de Lyon · Ligne C | Revenue de seconde rénovation. |
| 4                    | 207-208     | Novembre 1984   | /         | Métro de Lyon · Ligne C |                                |
| 5                    | 209-210     | Novembre 1984   | /         | Métro de Lyon · Ligne C | Revenue de seconde rénovation. |

## Rénovation
Les cinq rames ont bénéficié, à l'instar des rames des lignes A et B, d'une rénovation à mi-vie entre 2005 et janvier 2008, comprenant la révision technique et une remise à niveau « commerciale » : application de la nouvelle livrée blanche avec bande rouge en haut de caisse et portes grises, et reprise des aménagements intérieurs, avec nouveaux sièges et nouvelles couleurs. Cette modernisation a été réalisée par l'entreprise Safra à Albi ; le transport des motrices a dû être effectué par remorques routières.

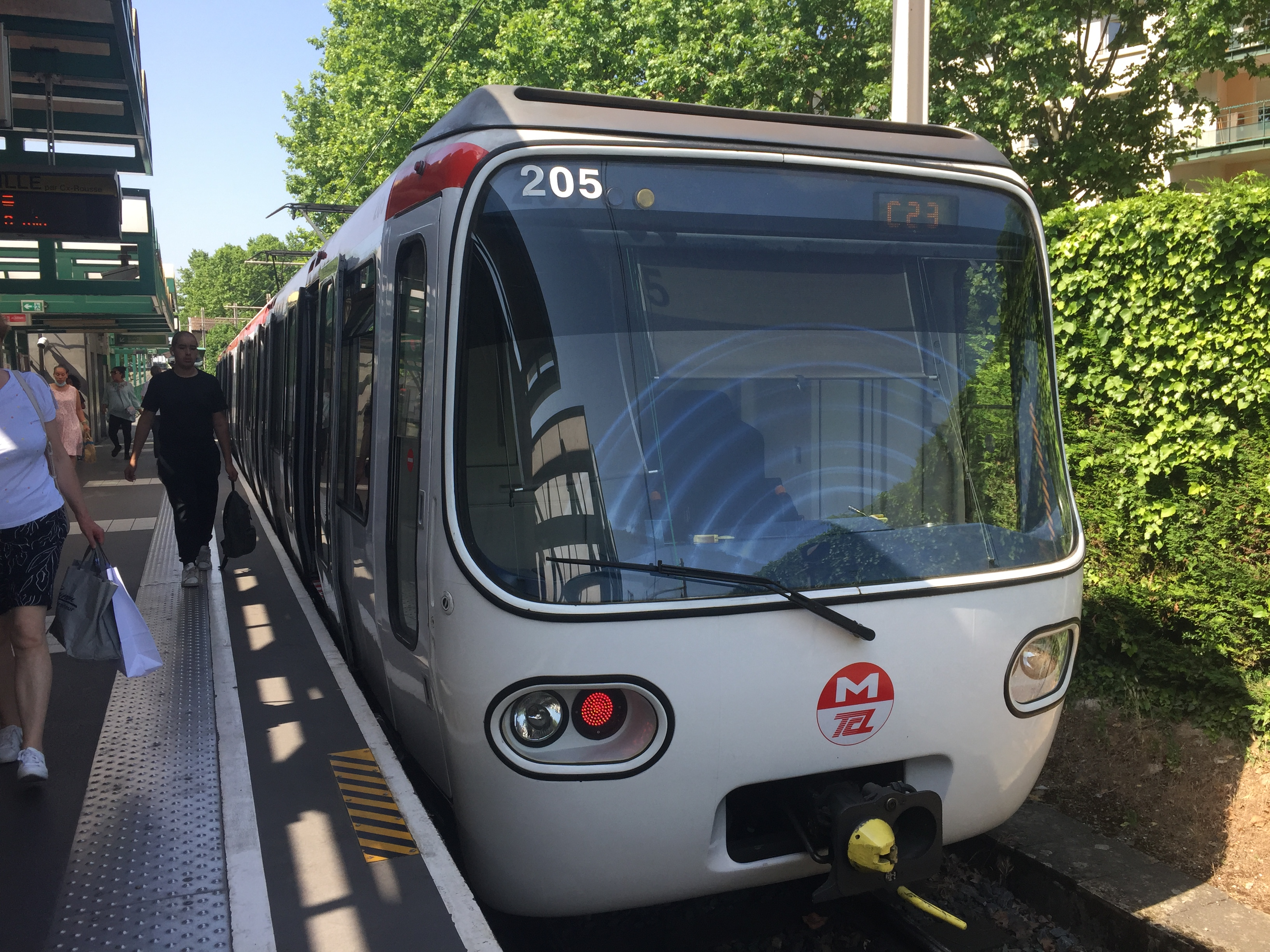
Un MCL80 rame 205-206 en attente de son départ à la station Cuire

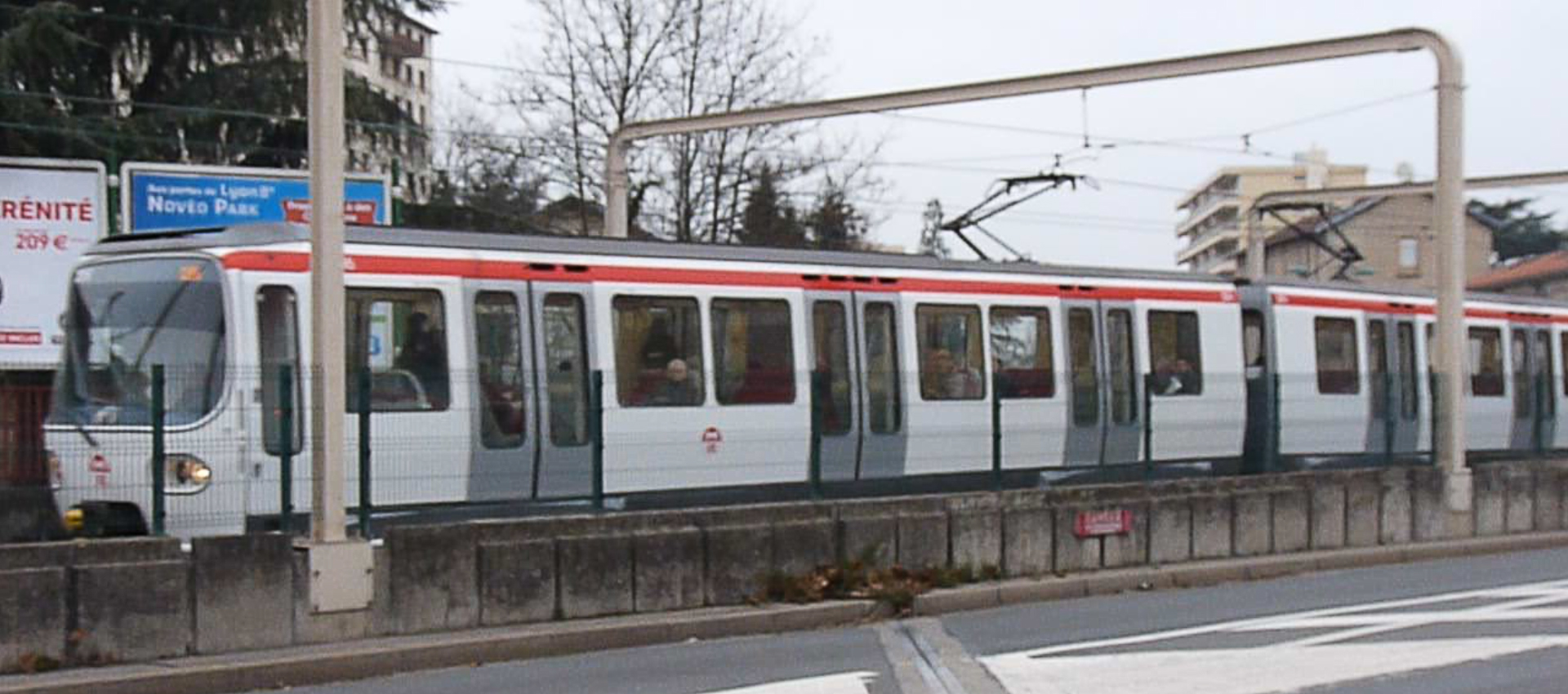
Rame MCL80 sur la section aérienne de la ligne.
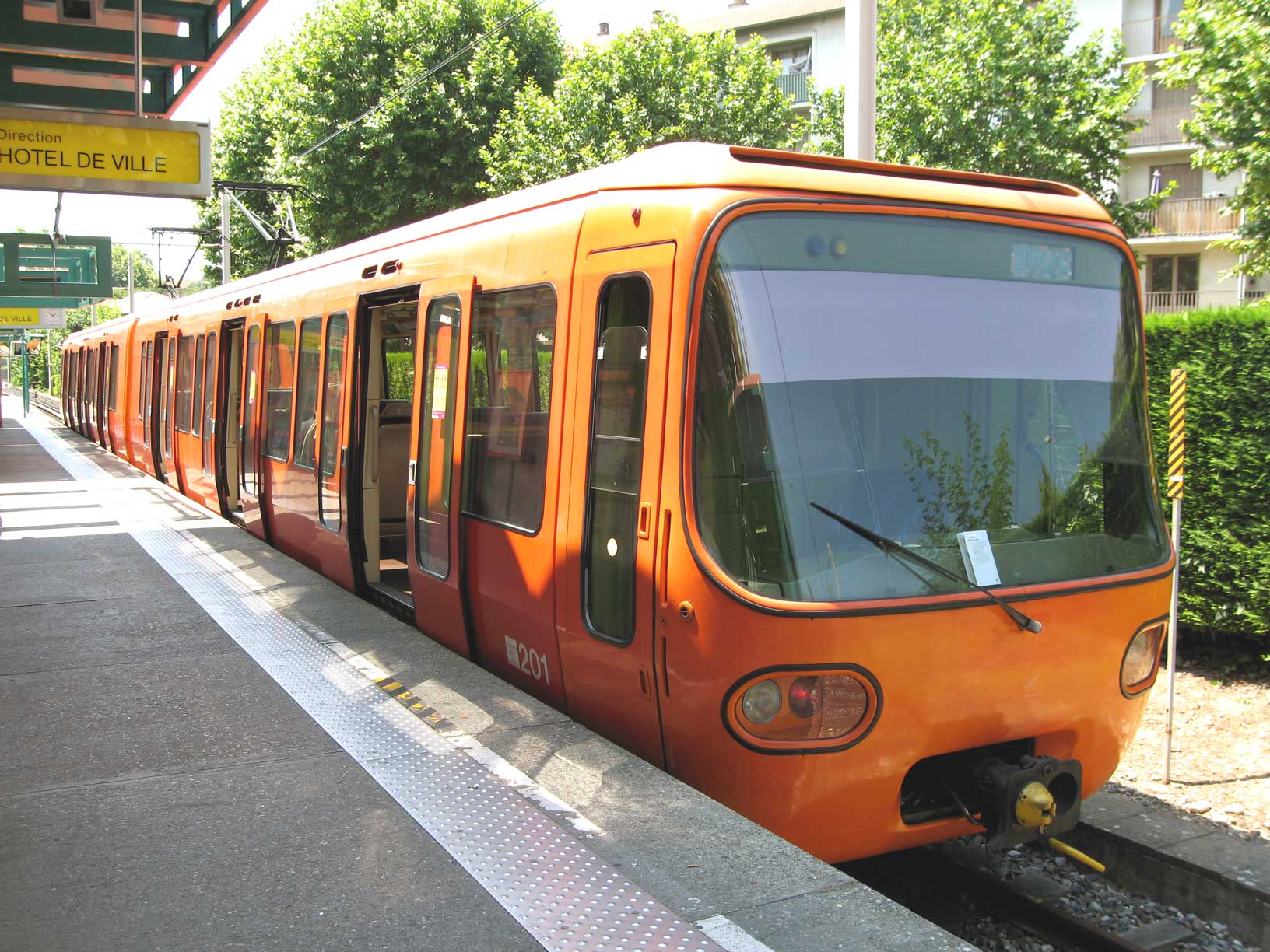
Rame non rénovée de la ligne C du métro de Lyon à Cuire.
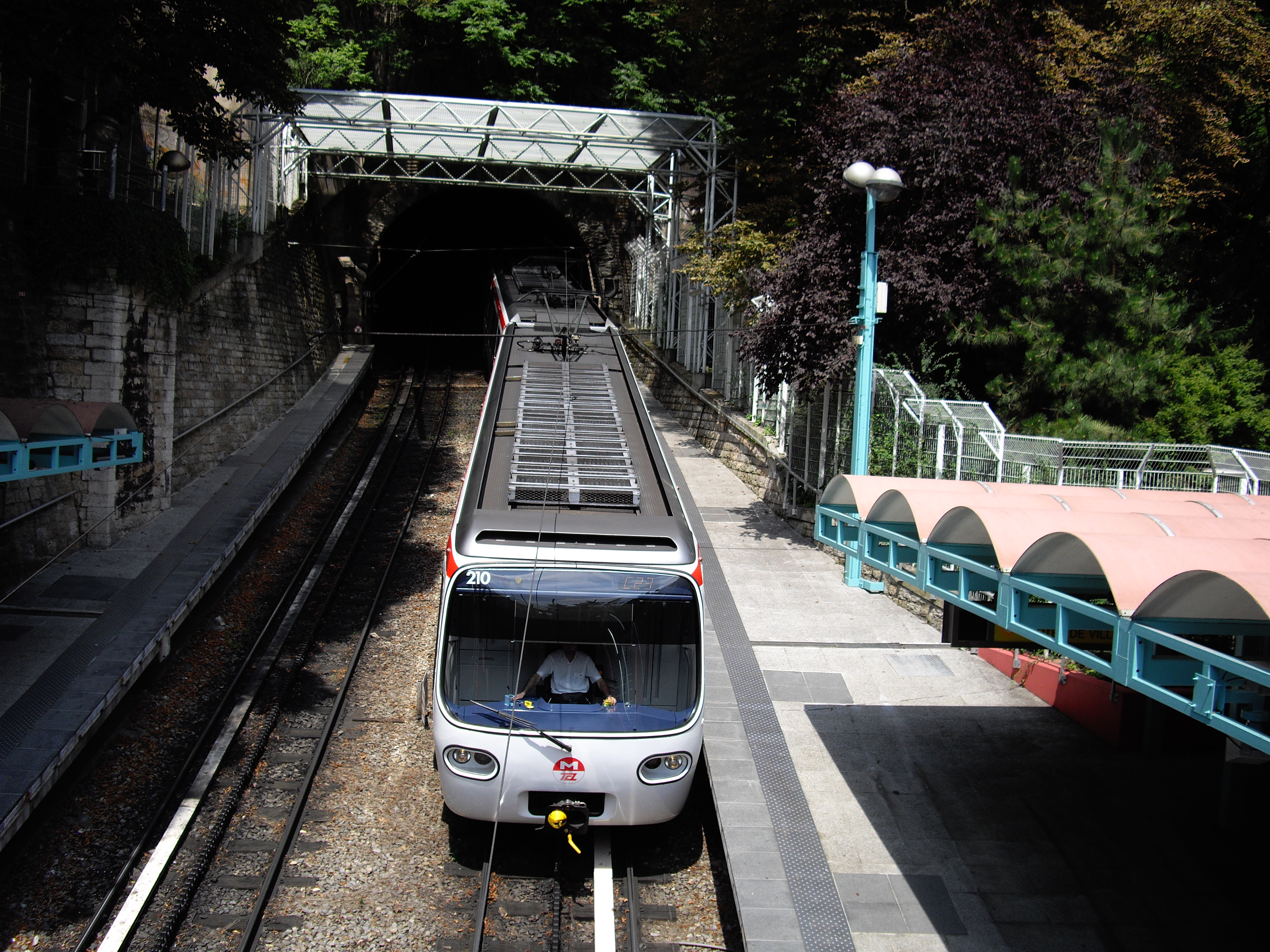
MCL80 de la ligne C du métro de Lyon à Croix-Paquet.
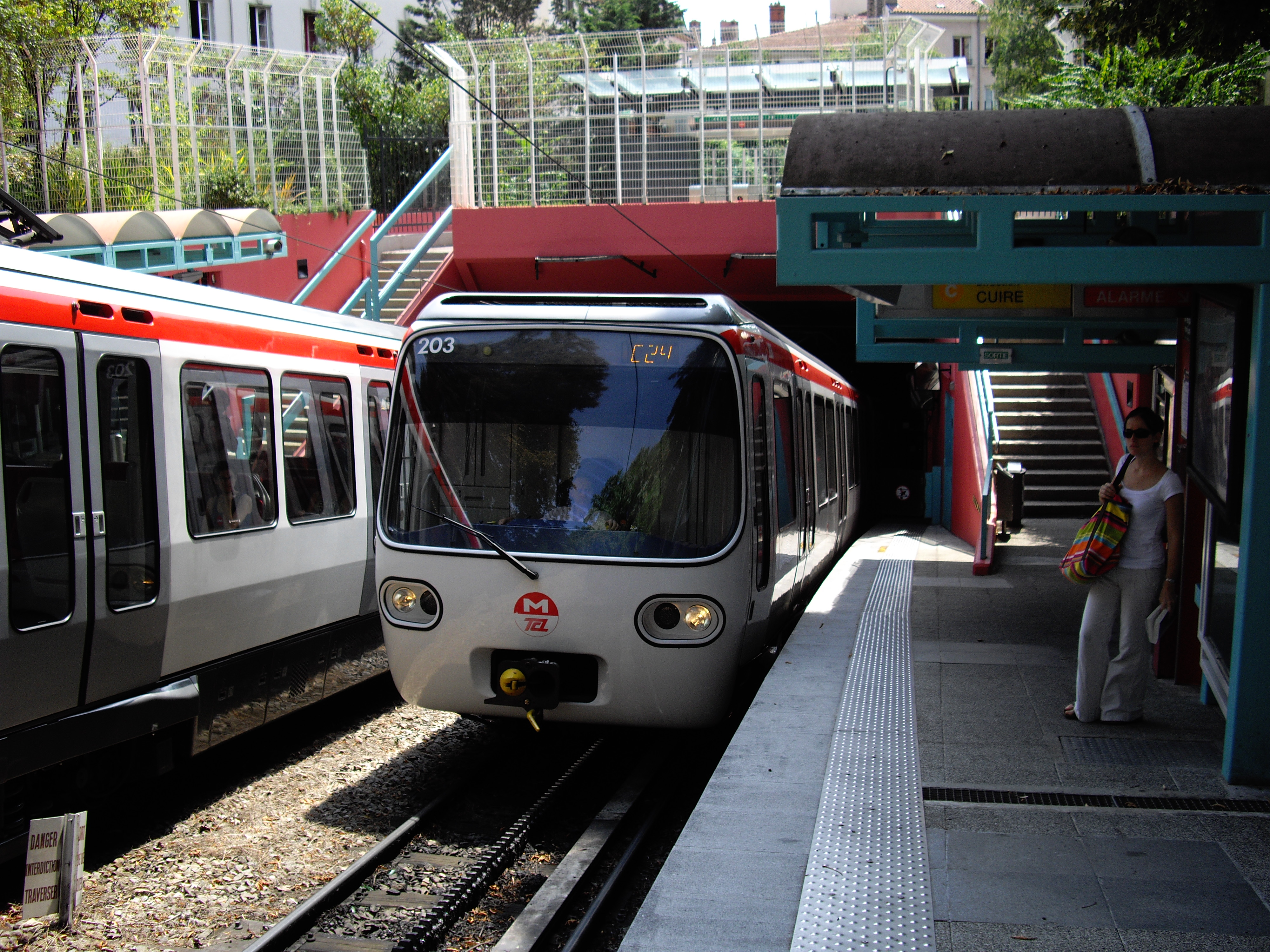
Une rame de la ligne C à Croix-Paquet.
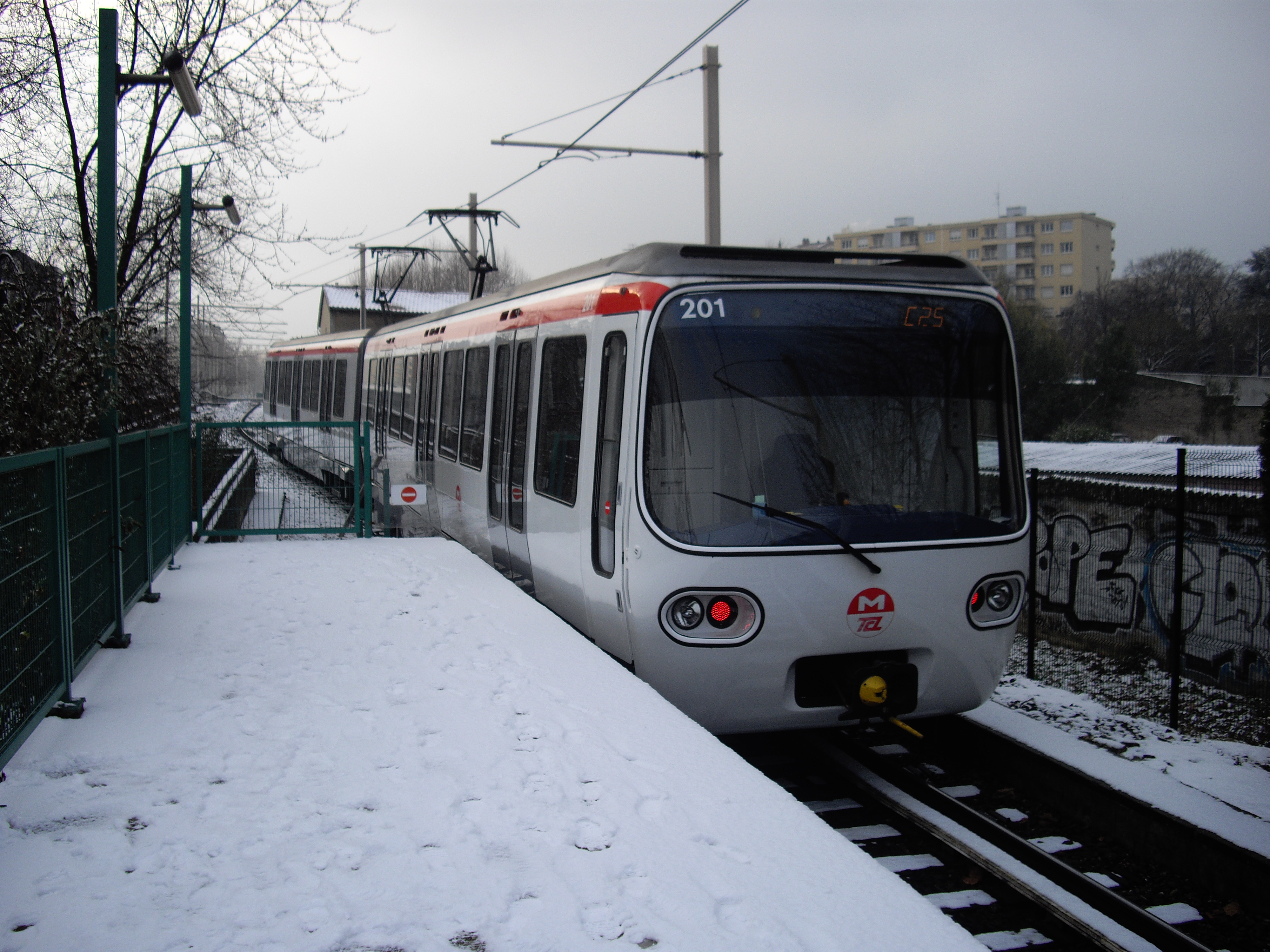
Un MCL80 de la ligne C du métro de Lyon quitte son terminus Cuire.

## Annexe